# Basket Team Crema 2013-2014
Nella stagione 2013-2014 il Basket Team Crema militava in Serie A2 ed era sponsorizzato dalla TEC-MAR.

## Risultati stagionali

### Prima fase
La stagione prevedeva la formula delle Conference e la squadra veniva collocata nella Conference centro. Al termine della prima fase giungeva al 6º posto, posizione che la poneva nella condizione di disputare nella seconda fase il girone B della Poule retrocessione.
|  |    | Classifica                    | Pt | G  | V  | P | PtF | PtS |
|  | -- | ----------------------------- | -- | -- | -- | - | --- | --- |
|  | 1. | Vassalli 2G Vigarano          | 20 | 12 | 10 | 2 | 829 | 704 |
|  | 2. | OMC Broni                     | 16 | 12 | 8  | 4 | 794 | 709 |
|  | 3. | Vesta Droptek Ancona          | 12 | 12 | 6  | 6 | 748 | 794 |
|  | 4. | Meccanica Nova Bologna        | 12 | 12 | 6  | 6 | 741 | 752 |
|  | 5. | PFF Group Ferrara             | 12 | 12 | 6  | 6 | 713 | 749 |
|  | 6. | Tec-Mar Crema                 | 6  | 12 | 3  | 9 | 718 | 773 |
|  | 7. | Infa Fe.Ba. Civitanova Marche | 6  | 12 | 3  | 9 | 794 | 856 |

Legenda:

      Qualificate alla Poule Promozione
      Qualificate alla Poule Retrocessione
 Qualificata alla Final Four di Coppa Italia di Serie A2 2014

### Poule retrocessione
Nella poule retrocessione la squadra veniva collocata nel girone B e si classificava in terza posizione mantenendo, così, il diritto alla permanenza in A2.
|  |    | Classifica                    | Pt | G  | V | P | PtF | PtS |
|  | -- | ----------------------------- | -- | -- | - | - | --- | --- |
|  | 1. | Futura Brindisi               | 20 | 10 | 6 | 4 | 575 | 548 |
|  | 2. | PFF Group Ferrara             | 18 | 10 | 5 | 5 | 612 | 579 |
|  | 3. | Tec-Mar Crema                 | 14 | 10 | 6 | 4 | 635 | 594 |
|  | 4. | Carpedil Salerno              | 14 | 10 | 5 | 5 | 640 | 657 |
|  | 5. | Infa Fe.Ba. Civitanova Marche | 12 | 10 | 5 | 5 | 636 | 638 |
|  | 6. | Defensor Viterbo              | 6  | 10 | 3 | 7 | 551 | 633 |

Legenda:

      Qualificate ai Play-out Retrocessione

## Roster A2 2013-2014
|  | Naz.              | Ruolo | Sportivo          | Anno | Alt. |  |  |
|  | ----------------- | ----- | ----------------- | ---- | ---- |  |  |
|  | Italia (bandiera) | A     | Anna Bertolli     | 1997 | 175  |  |  |
|  | Italia (bandiera) | G     | Paola Caccialanza | 1989 | 178  |  |  |
|  | Italia (bandiera) | P     | Sara Caccialanza  | 1993 | 170  |  |  |
|  | Italia (bandiera) | G     | Martina Capoferri | 1991 | 174  |  |  |
|  | Italia (bandiera) | A     | Flavia Castorani  | 1985 | 178  |  |  |
|  | Italia (bandiera) | C     | Gilda Cerri       | 1990 | 185  |  |  |
|  | Italia (bandiera) | P     | Camilla Conti     | 1994 | 169  |  |  |
|  | Italia (bandiera) | G     | Sarah Ehouran     | 1996 | 175  |  |  |
|  | Italia (bandiera) | C     | Barbara Gibertini | 1979 | 188  |  |  |
|  | Italia (bandiera) | G     | Camilla Giosuè    | 1996 | 175  |  |  |
|  | Italia (bandiera) | A     | Martina Picotti   | 1990 | 184  |  |  |
|  | Italia (bandiera) | P     | Federica Riccardi | 1994 | 175  |  |  |
|  | Italia (bandiera) | P     | Norma Rizzi       | 1993 | 172  |  |  |
|  | Italia (bandiera) | AC    | Marta Scarsi      | 1995 | 182  |  |  |
|  | Italia (bandiera) | G     | Angelica Sforza   | 1994 | 175  |  |  |
|  | Italia (bandiera) | A     | Cecilia Zagni     | 1995 | 180  |  |  |

### Staff tecnico
| Allenatore:       | Luca Visconti |
| Primo assistente: | Paolo Scalfi  |